# Grand Prix automobile d'Argentine 1953
GP précédent GP suivant
Le Grand Prix d'Argentine 1953 (I° Gran Premio de la Republica Argentina), disputé sous la réglementation Formule 2 sur le circuit Oscar Alfredo Galvez le 18 janvier 1953, est la vingt-quatrième épreuve du championnat du monde de Formule 1 courue depuis 1950 et la première manche du championnat 1953.

## Contexte avant le Grand Prix

### Le championnat du monde
Le Grand Prix d'Argentine constitue la première épreuve du championnat du monde 1953, disputé pour la deuxième année consécutive sous la réglementation formule 2 (moteurs deux litres atmosphériques) par suite du désengagement des principaux constructeurs de F1 à la fin de la saison 1951. Si le championnat 1952 fut totalement dominé par la Scuderia Ferrari, vainqueur de toutes les épreuves à l'exception des 500 miles d'Indianapolis, la saison 1953 s'annonce plus ouverte : après une longue période de mise au point, Maserati dispose désormais d'une monoplace de tout premier plan.
Champion en titre, pratiquement sans rival en 1952 avec la Ferrari 500 qu'il a imposée à six reprises, Alberto Ascari, leader de la Scuderia, est à nouveau favori. Mais sa suprématie pourrait bien être contestée par le champion 1951, Juan Manuel Fangio, écarté des circuits après un grave accident à Monza, qui effectue son retour au sein de l'équipe Maserati. L'épreuve de Buenos Aires sera un test pour le pilote argentin, après plus de six mois de convalescence. Il sera épaulé par son compatriote José Froilán González, un pilote qui peut se montrer extrêmement rapide, comme il en a fait la démonstration lors du dernier Grand Prix d'Italie. Quant à Ascari, il retrouve cette saison ses coéquipiers Giuseppe Farina (champion du monde en 1950) et Luigi Villoresi, ainsi que le jeune espoir britannique Mike Hawthorn, nouveau venu  au sein de la Scuderia, dont les performances au volant d'une modeste Cooper ont séduit Enzo Ferrari.
Face aux deux grandes équipes italiennes, la modeste écurie Gordini tentera d'exploiter au mieux la maniabilité de ses petites monoplaces pour obtenir quelques places d'honneur, tout comme les équipes britanniques Cooper, Connaught et HWM.

### Le circuit

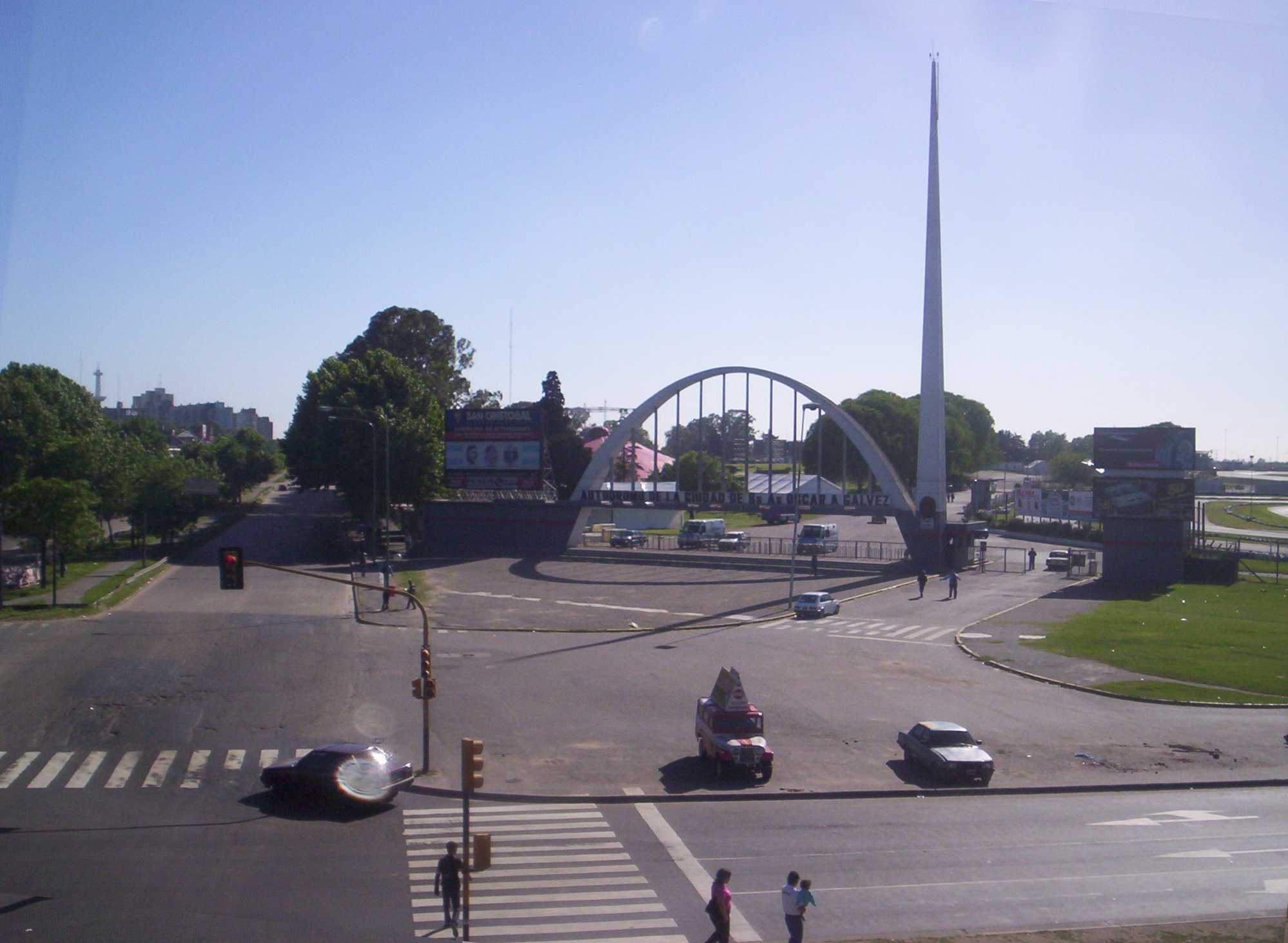
L'entrée de l'autodrome.

Initialement baptisé Autodrome du 17 octobre, financé par le gouvernement argentin, le circuit de Buenos Aires fut construit à l'initiative de Juan Perón, alors président de la Nation argentine. Très moderne, il offre la possibilité de courir sur six tracés différents, et les tribunes offrent aux spectateurs une vue d'ensemble de la piste. Il fut inauguré le 9 mars 1952, à l'occasion d'une course de formule libre disputée sur le circuit n°4 (développant 4,706 km), remportée par la Ferrari 166 de Juan Manuel Fangio. Pour la première épreuve du championnat, c'est le tracé n°2, d'une longueur de 3,912 km, qui a été retenu.

## Monoplaces en lice
- Ferrari 500 "Usine"

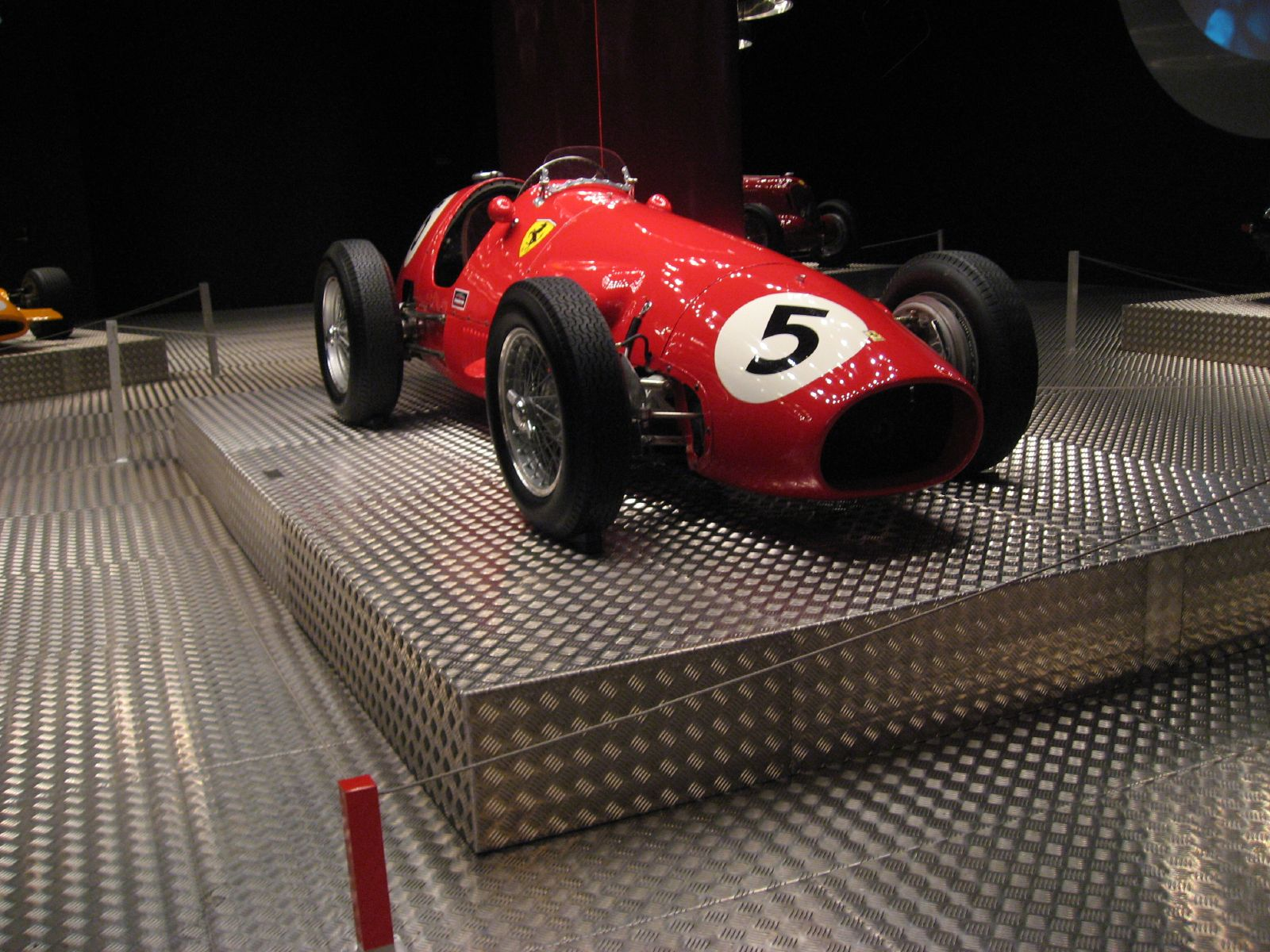
La Ferrari 500 F2, qui a dominé le championnat 1952.

Invaincue en championnat lors de la saison 1952, la Ferrari 500 apparaît ici dans une version améliorée, le moteur développant désormais 180 chevaux. La Scuderia a amené quatre voitures à Buenos Aires, en vue des deux épreuves organisées sur l'autodrome du 17 octobre (l'épreuve inaugurale du championnat étant suivie deux semaines plus tard par un Grand Prix de formule libre). Champion en titre, le pilote italien Alberto Ascari est épaulé par ses compatriotes Giuseppe Farina et Luigi Villoresi, et par le jeune Britannique Mike Hawthorn dont c'est la première course sur Ferrari.
- Maserati A6GCM "Usine"

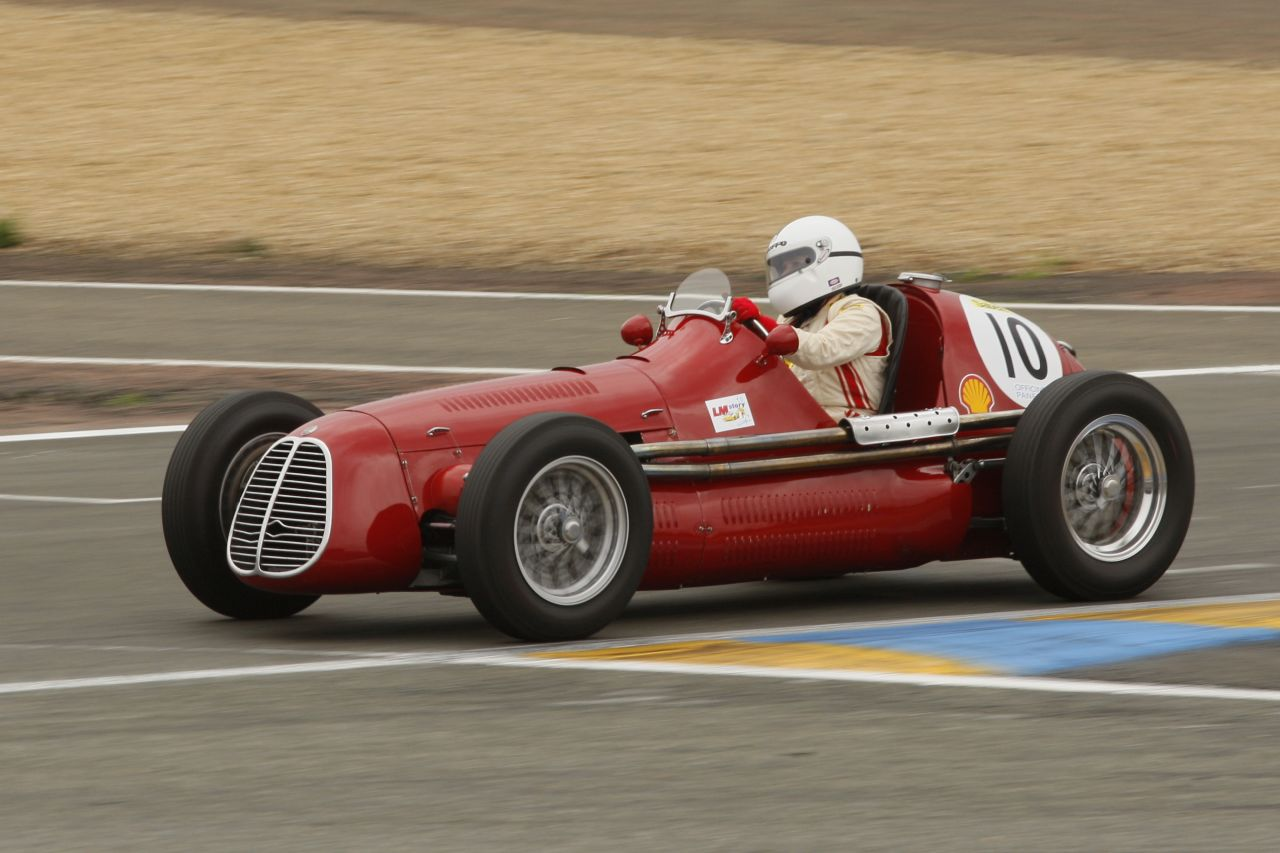
Dans l'attente du modèle 1953, l'usine Maserati a engagé quatre A6GCM de la saison précédente. Ci-dessus un de ces modèles 1952 lors d'une course historique.

Le modèle 1953 (parfois baptisé A6SSG) de la Maserati A6GCM n'étant pas prêt, l'usine a engagé quatre modèles 1952, avec capacité des réservoirs d'essence modifiée, autorisant désormais une course non-stop. (Une décision prise à la suite du dernier Grand Prix d'Italie, au cours duquel le ravitaillement avait ôté toute chance de victoire à José Froilán González). Le six cylindres Maserati à double ACT et double allumage a une puissance légèrement supérieure à celui du quatre cylindres Ferrari, mais le châssis, avec pont arrière rigide, pose quelques problèmes de tenue de route, notamment dans les courbes rapides. Les quatre monoplaces vont être pilotées par Juan Manuel Fangio (c'est sa première course depuis son grave accident survenu sept mois plus tôt), José Froilán González, le vétéran italien Felice Bonetto et Oscar Alfredo Gálvez, un spécialiste de la Turismo Carretera, dont c'est la première apparition en championnat du monde.
- Gordini T16 "Usine"

Bien que limité au niveau du budget, Amédée Gordini a tout de même expédié six voitures en Argentine. Le matériel et cinq monoplaces T16 (dont une sans moteur) ont été affrétées par le paquebot Bretagne (parti de Gênes le 25 décembre), tandis qu'une ancienne T15 a été expédiée plus tard (ainsi que deux moteurs) par l'avion amenant les pilotes d'usine Robert Manzon, Maurice Trintignant et Jean Behra. Ces derniers disposeront chacun d'une T16, à moteur six cylindres d'une puissance de l'ordre de 150 à 160 chevaux. Pour rentrer dans ses frais, le patron a loué deux voitures à des pilotes locaux : une T16 pour Carlos Menditéguy et la T15 (à moteur quatre cylindres) pour Pablo Birger, la cinquième T16 servant de mulet.
- Cooper T20 "Usine"

HWM et Connaught ayant renoncé à l'épreuves sud-américaine, Cooper est la seule équipe britannique présente à Buenos Aires, avec trois T20 de la saison passée. Ces monoplaces, très légères, disposent d'un moteur six cylindres Bristol, développant environ 130 chevaux. Deux seront pilotées par les pilotes anglais Alan Brown et John Barber, la troisième étant destinée au pilote local Adolfo Schwelm Cruz.

## Coureurs inscrits
| no | Pilote                | Écurie                    | Constructeur  | Châssis           | Moteur      | Pneumatiques |
| -- | --------------------- | ------------------------- | ------------- | ----------------- | ----------- | ------------ |
| 2  | Juan Manuel Fangio    | Officine Alfieri Maserati | Maserati      | Maserati A6GCM    | Maserati L6 | P            |
| 4  | José Froilán González | Officine Alfieri Maserati | Maserati      | Maserati A6GCM    | Maserati L6 | P            |
| 6  | Felice Bonetto        | Officine Alfieri Maserati | Maserati      | Maserati A6GCM    | Maserati L6 | P            |
| 8  | Oscar Alfredo Gálvez  | Officine Alfieri Maserati | Maserati      | Maserati A6GCM    | Maserati L6 | P            |
| 10 | Alberto Ascari        | Scuderia Ferrari          | Ferrari       | Ferrari 500       | Ferrari L4  | P            |
| 12 | Giuseppe Farina       | Scuderia Ferrari          | Ferrari       | Ferrari 500       | Ferrari L4  | P            |
| 14 | Luigi Villoresi       | Scuderia Ferrari          | Ferrari       | Ferrari 500       | Ferrari L4  | P            |
| 16 | Mike Hawthorn         | Scuderia Ferrari          | Ferrari       | Ferrari 500       | Ferrari L4  | P            |
| 20 | Alan Brown            | Cooper Car Company        | Cooper        | Cooper T20        | Bristol L6  | D            |
| 22 | John Barber           | Cooper Car Company        | Cooper        | Cooper T20        | Bristol L6  | D            |
| 24 | Adolfo Schwelm Cruz   | Cooper Car Company        | Cooper        | Cooper T20        | Bristol L6  | D            |
| 26 | Robert Manzon         | Equipe Gordini            | Gordini       | Gordini T16       | Gordini L6  | E            |
| 28 | Maurice Trintignant   | Equipe Gordini            | Gordini       | Gordini T16       | Gordini L6  | E            |
| 30 | Jean Behra            | Equipe Gordini            | Gordini       | Gordini T16       | Gordini L6  | E            |
| 32 | Carlos Menditéguy     | Equipe Gordini            | Gordini       | Gordini T16       | Gordini L6  | E            |
| 34 | Pablo Birger          | Equipe Gordini            | Simca-Gordini | Simca-Gordini T15 | Gordini L4  | E            |

## Qualifications

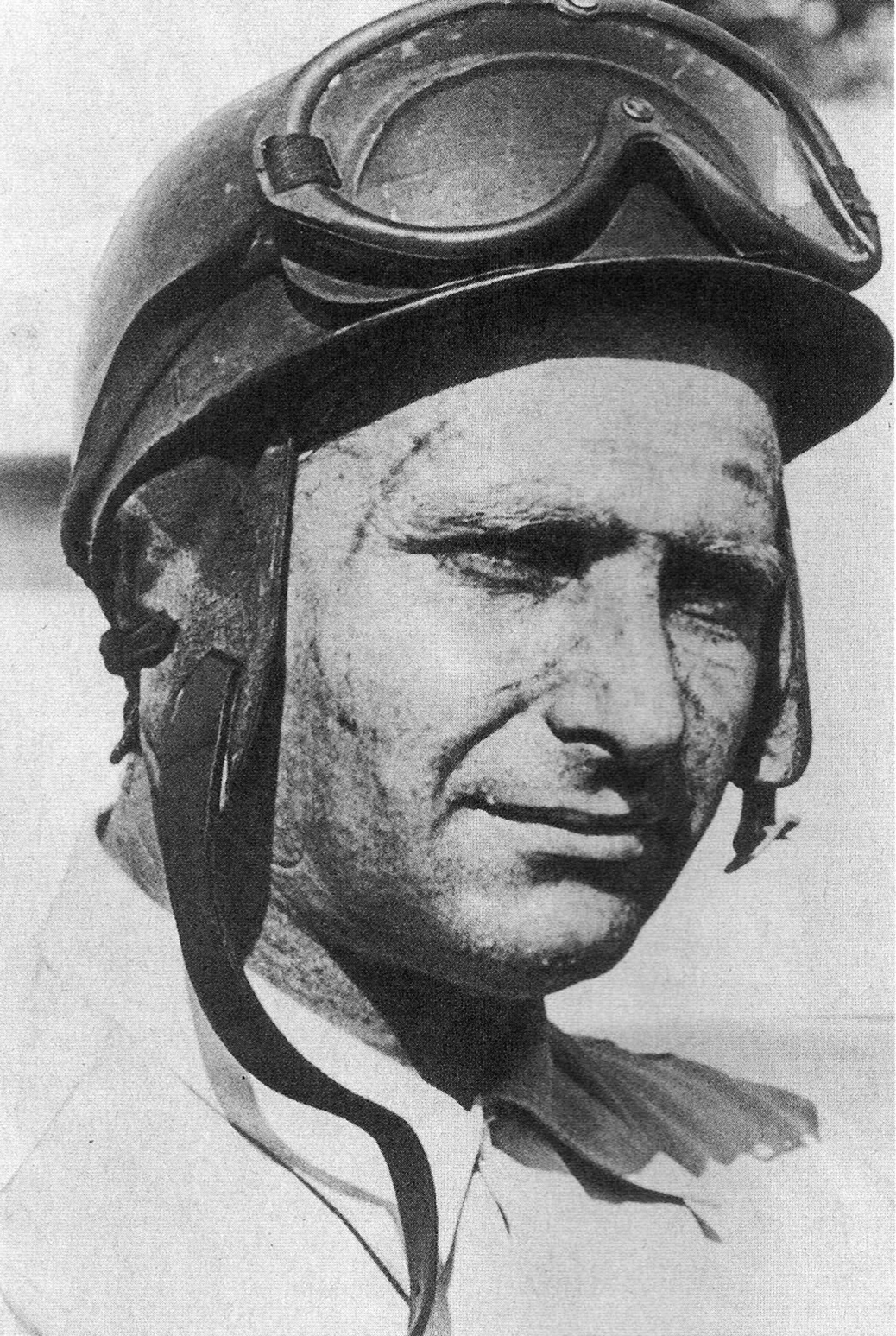
Meilleur temps lors de la première séance qualificative disputée sous la pluie, Juan Manuel Fangio, pour son retour, a rassuré son public.

Après deux journées d'essais libres, les séances qualificatives vont se dérouler les vendredi 16 et samedi 17 janvier, sous la pluie. Si Juan Manuel Fangio, sur Maserati, est le plus rapide le vendredi, démontrant qu'il n'a rien perdu de sa compétitivité malgré six mois d'inactivité forcée, c'est finalement le champion en titre Alberto Ascari qui établit le meilleur temps le samedi, la Ferrari 500 s'avérant manifestement supérieure à la Maserati en tenue de route et motricité. Malgré une attaque permanente (et deux tête-à-queue à la clef.), Fangio échoue à un peu plus d'une demi-seconde du leader de la Scuderia Ferrari. Sur la deuxième Maserati, José Froilán González se montre moins à l'aise que son compatriote sur la piste mouillée : cinquième temps à plus de trois secondes d'Ascari, El Cabezon s'élancera à l'intérieur de la deuxième ligne, précédé par les Ferrari de Luigi Villoresi et Giuseppe Farina.
Maurice Trintignant a réalisé une belle performance au volant de sa Gordini, nettement moins puissante que les bolides italiens : septième temps à cinq secondes de la pole position, il obtient une place en seconde ligne, au côté de la quatrième Ferrari pilotée par Mike Hawthorn. Il précède son coéquipier Robert Manzon d'une demi-seconde. À noter la contre-performance de Felice Bonetto sur la troisième Maserati, avant-dernier à près de neuf secondes d'Ascari, qui devra s'élancer en dernière ligne.
| Pos. | no | Pilote                | Écurie         | Temps        | Écart    |
| ---- | -- | --------------------- | -------------- | ------------ | -------- |
| 1    | 10 | Alberto Ascari        | Ferrari        | 1 min 55 s 4 |          |
| 2    | 2  | Juan Manuel Fangio    | Maserati       | 1 min 56 s 1 | + 0 s 7  |
| 3    | 14 | Luigi Villoresi       | Ferrari        | 1 min 56 s 5 | + 1 s 1  |
| 4    | 12 | Giuseppe Farina       | Ferrari        | 1 min 57 s 1 | + 1 s 7  |
| 5    | 4  | José Froilán González | Maserati       | 1 min 58 s 5 | + 3 s 1  |
| 6    | 16 | Mike Hawthorn         | Ferrari        | 1 min 59 s 4 | + 4 s 0  |
| 7    | 28 | Maurice Trintignant   | Gordini        | 2 min 00 s 4 | + 5 s 0  |
| 8    | 26 | Robert Manzon         | Gordini        | 2 min 00 s 9 | + 5 s 5  |
| 9    | 8  | Oscar Alfredo Gálvez  | Maserati       | 2 min 01 s 3 | + 5 s 9  |
| 10   | 32 | Carlos Menditéguy     | Gordini        | 2 min 01 s 8 | + 6 s 4  |
| 11   | 30 | Jean Behra            | Gordini        | 2 min 02 s 6 | + 7 s 2  |
| 12   | 20 | Alan Brown            | Cooper-Bristol | 2 min 03 s 2 | + 7 s 8  |
| 13   | 24 | Adolfo Schwelm Cruz   | Cooper-Bristol | 2 min 03 s 7 | + 8 s 3  |
| 14   | 34 | Pablo Birger          | Simca-Gordini  | 2 min 03 s 8 | + 8 s 4  |
| 15   | 6  | Felice Bonetto        | Maserati       | 2 min 04 s 2 | + 8 s 8  |
| 16   | 22 | John Barber           | Cooper-Bristol | 2 min 06 s 8 | + 11 s 4 |

## Grille de départ du Grand Prix
| 1re ligne | Pos. 4                      |                                   | Pos. 3                          |                               | Pos. 2                       |                                | Pos. 1                        |
|           | Farina Ferrari 1 min 57 s 1 |                                   | Villoresi Ferrari 1 min 56 s 5  |                               | Fangio Maserati 1 min 56 s 1 |                                | Ascari Ferrari 1 min 55 s 4   |
| 2e ligne  |                             | Pos. 7                            |                                 | Pos. 6                        |                              | Pos. 5                         |                               |
|           |                             | Trintignant Gordini 2 min 00 s 4  |                                 | Hawthorn Ferrari 1 min 59 s 4 |                              | González Maserati 1 min 58 s 5 |                               |
| 3e ligne  | Pos. 11                     |                                   | Pos. 10                         |                               | Pos. 9                       |                                | Pos. 8                        |
|           | Behra Gordini 2 min 02 s 6  |                                   | Menditeguy Gordini 2 min 01 s 8 |                               | Gálvez Maserati 2 min 01 s 3 |                                | Manzon Gordini 2 min 00 s 9   |
| 4e ligne  |                             | Pos. 14                           |                                 | Pos. 13                       |                              | Pos. 12                        |                               |
|           |                             | Birger Simca-Gordini 2 min 03 s 8 |                                 | Cruz Cooper 2 min 03 s 7      |                              | Brown Cooper 2 min 03 s 2      |                               |
| 5e ligne  |                             |                                   |                                 |                               | Pos. 16                      |                                | Pos. 15                       |
|           |                             |                                   |                                 |                               | Barber Cooper 2 min 06 s 8   |                                | Bonetto Maserati 2 min 04 s 2 |

## Déroulement de la course
La course se déroule sur une durée de trois heures et les pilotes devront ravitailler une fois, sauf chez Maserati dont les monoplaces ont été équipées de réservoirs de plus de 180 litres. Le temps est chaud et ensoleillé le dimanche et une foule considérable (les estimations allant de 350 000 à 500 000 spectateurs) est présente au bord de la piste, le président Perón ayant expressément demandé qu'on ouvre les portes de l'autodrome aux personnes non munies de billets. Certaines ont même franchi les barrières, mais malgré les inquiétudes des pilotes sur les conditions de sécurité l'épreuve est maintenue.
Alberto Ascari (Ferrari) exécute un envol parfait et aborde le premier virage en tête devant les Maserati de José Froilán González et Juan Manuel Fangio, au coude à coude. Pour son premier départ sur Ferrari, Mike Hawthorn se fait surprendre et se retrouve débordé de part et d'autre alors que Felice Bonetto, parti de la dernière ligne au volant de sa Maserati, a effectué un démarrage éclair, parvenant à regagner une dizaine de positions dès les premiers mètres de course. 
Au premier passage devant les stands, Ascari compte déjà une cinquantaine de mètres d'avance sur González et Fangio. Bonetto est remonté à la quatrième place, précédant les Ferrari de Giuseppe Farina et Luigi Villoresi. À la suite de son départ chaotique, Hawthorn est seulement treizième. Au cours du second tour, Farina prend le meilleur sur Bonetto pour le gain de la quatrième place. Au suivant, Fangio parvient à dépasser son coéquipier González. Il est désormais second mais malgré tous ses efforts il ne parvient pas à tenir le rythme d'Ascari qui augmente régulièrement son avance, exploitant au mieux les qualités de tenue de route et de motricité de la Ferrari 500. 
Après cinq tours, l'écart entre les deux premiers est d'environ cinq secondes. Villoresi a perdu plusieurs places à la suite d'un bref arrêt au stand tandis qu'Hawthorn est remonté en neuvième position, juste derrière les trois Gordini de Carlos Menditeguy, Robert Manzon et Maurice Trintignant. Au dixième tour, Farina prend le meilleur sur González, il est troisième. Les positions en tête semblent alors acquises, Ascari se montrant près d'une seconde plus rapide que ses rivaux directs. 
L'intérêt de la course se reporte sur Hawthorn et Villoresi qui effectuent une belle remontée après leurs déboires de début de course. Vite débarrassés des Gordini de Menditeguy et Trintignant (tous deux handicapés par une tenue de route délicate et des problèmes de freins), ils remontent rapidement sur González et Manzon. Ce dernier effectue une course méritante et parvient à prendre la quatrième place à González au vingt-sixième tour. Cependant, les conditions de l'épreuve ne s'améliorent pas, les officiels ne parvenant pas à discipliner les nombreux spectateurs, et les bolides circulent entre deux haies humaines. 
Au trente-deuxième tour, un adolescent traverse la piste devant Farina ; celui-ci fait un écart pour l'éviter mais perd le contrôle de sa Ferrari et sort dans la foule, causant douze morts et de nombreux blessés. La panique qui s'ensuit ajoute à la confusion. Quelques instants plus tard, la Cooper d'Alan Brown va également blesser plusieurs spectateurs (dont trois mortellement) et les ambulances envoyées (à contre-sens) sur les lieux de l'accident percutent aussi quelques personnes. Quant à Farina, il est légèrement contusionné. De retour au stand, interviewé par le journaliste italien Giovanni Canestrini, il déclare : « Je ne pouvais rien faire, tout le public avait envahi la piste... »
La course continue cependant, Ascari menant toujours avec une demi-minute d'avance sur Fangio. Ce dernier va devoir abandonner à la fin du trente-sixième tour, rupture de transmission, un incident qui frappe également son coéquipier Bonetto. Sur la petite Gordini, Manzon, malgré des ennuis de freins, est désormais second, à une minute d'Ascari. Rencontrant quelques problèmes avec sa Maserati, González effectue un arrêt au stand, dont profitent Villoresi et Hawthorn pour s'emparer des troisième et quatrième positions.
Aux environs de la mi-course commence la valse des ravitaillements et changements de roues. Si pour les trois Ferrari restant en piste l'opération se déroule sans souci, il n'en est pas de même au stand Gordini : lorsque Manzon, toujours second, s'arrête à la fin du quarante-troisième tour, on constate que l'axe de la roue arrière gauche est endommagé. L'arrêt va durer plus de deux minutes, et le pilote français perd le bénéfice d'une excellente prestation, repartant sixième à un tour du leader.
Les Ferrari d'Ascari, Villoresi et Hawthorn occupent les trois premières places, mais González effectue une brillante remontée. À la faveur des ravitaillements de ses rivaux il a nettement réduit son retard et au cinquante-cinquième tour il prend la troisième place à Hawthorn. Huit boucles plus tard il dépasse Villoresi et se retrouve second derrière Ascari, qui dispose d'une avance très confortable et ne peut être inquiété. Malheureusement pour le pilote argentin, les pneus ne tiennent pas la distance et il va devoir les faire remplacer à la fin du soixante-treizième tour, ce dont profite Villoresi pour reprendre la seconde place. Entre-temps, Manzon a dû abandonner, à la suite de la perte de sa roue arrière gauche. La fin de course n'apporte pas de changement, Ascari remportant une nouvelle victoire sur sa lancée de la saison précédente, avec un tour d'avance sur son coéquipier Villoresi. Malgré ses déboires González complète le podium, devançant Hawthorn (quatrième pour ses débuts sur Ferrari) d'une quinzaine de secondes. Auteur d'une course régulière sur sa Maserati d'usine, le pilote local Oscar Alfredo Gálvez termine à la cinquième place, à moins de quinze secondes d'Hawthorn.

### Classements intermédiaires
Classements intermédiaires des monoplaces aux premier, troisième, cinquième, dixième, vingtième, trentième, trente-cinquième, quarantième, cinquantième, soixantième, soixante-dixième et quatre-vingtième tours.

### Classement de la course
| Pos  | No | Pilote                           | Voiture        | Tours | Temps/Abandon                  | Grille | Points |
| ---- | -- | -------------------------------- | -------------- | ----- | ------------------------------ | ------ | ------ |
| 1    | 10 | Alberto Ascari                   | Ferrari        | 97    | 3 h 01 min 04 s 6              | 1      | 9      |
| 2    | 14 | Luigi Villoresi                  | Ferrari        | 96    | 3 h 01 min 36 s 3 (+ 1 tour)   | 3      | 6      |
| 3    | 4  | José Froilán González            | Maserati       | 96    | 3 h 02 min 19 s 2 (+ 1 tour)   | 5      | 4      |
| 4    | 16 | Mike Hawthorn                    | Ferrari        | 96    | 3 h 02 min 33 s 5 (+ 1 tour)   | 6      | 3      |
| 5    | 8  | Oscar Alfredo Gálvez             | Maserati       | 96    | 3 h 02 min 48 s 1 (+ 1 tour)   | 9      | 2      |
| 6    | 30 | Jean Behra                       | Gordini        | 94    | 3 h 01 min 10 s 0 (+ 3 tours)  | 11     |        |
| 7    | 28 | Maurice Trintignant Harry Schell | Gordini        | 91    | 3 h 01 min 07 s 1 (+ 6 tours)  | 7      |        |
| 8    | 22 | John Barber                      | Cooper-Bristol | 90    | 3 h 01 min 40 s 6 (+ 7 tours)  | 16     |        |
| 9    | 20 | Alan Brown                       | Cooper-Bristol | 87    | 3 h 02 min 48 s 6 (+ 10 tours) | 12     |        |
| Abd. | 26 | Robert Manzon                    | Gordini        | 67    | Perte d'une roue               | 8      |        |
| Abd. | 2  | Juan Manuel Fangio               | Maserati       | 36    | Transmission                   | 2      |        |
| Abd. | 6  | Felice Bonetto                   | Maserati       | 32    | Transmission                   | 15     |        |
| Abd. | 12 | Nino Farina                      | Ferrari        | 31    | Accident                       | 4      |        |
| Abd. | 32 | Carlos Menditeguy                | Gordini        | 24    | Boîte de vitesses              | 10     |        |
| Abd. | 34 | Pablo Birger                     | Simca-Gordini  | 21    | Différentiel                   | 14     |        |
| Abd. | 24 | Adolfo Schwelm Cruz              | Cooper-Bristol | 20    | Perte d'une roue               | 13     |        |

Légende:
- Abd.= Abandon

### Pole position et record du tour
- Pole position :  Alberto Ascari en 1 min 55 s 4 (vitesse moyenne : 122,038 km/h). Temps réalisé lors de la séance qualificative du samedi 17 janvier.
- Meilleur tour en course :  Alberto Ascari en 1 min 48 s 4 (vitesse moyenne : 129,919 km/h) au soixante-treizième tour.

#### Évolution du record du tour en course
Le record du tour fut amélioré à quinze reprises durant la course.

### Tours en tête
- Alberto Ascari : 97 tours (1-97)

## Classement général à l'issue de la course
- attribution des points : 8, 6, 4, 3, 2 respectivement aux cinq premiers de chaque épreuve et 1 point supplémentaire pour le pilote ayant accompli le meilleur tour en course (signalé par un astérisque)
- Sur dix épreuves qualificatives prévues pour le championnat du monde 1953, neuf seront effectivement courues : en septembre les organisateurs du Grand Prix d'Espagne (programmé le 26 octobre) annuleront l'épreuve à la suite de l'annonce du forfait de la Scuderia Ferrari pour cette course[10].

| Pos. | Pilote                | Écurie   | Points | ARG | 500 | NL | BEL | FRA | GBR | ALL | SUI | ITA | ESP |
| ---- | --------------------- | -------- | ------ | --- | --- | -- | --- | --- | --- | --- | --- | --- | --- |
| 1    | Alberto Ascari        | Ferrari  | 9      | 9*  |     |    |     |     |     |     |     |     |     |
| 2    | Luigi Villoresi       | Ferrari  | 6      | 6   |     |    |     |     |     |     |     |     |     |
| 3    | José Froilán González | Maserati | 4      | 4   |     |    |     |     |     |     |     |     |     |
| 4    | Mike Hawthorn         | Ferrari  | 3      | 3   |     |    |     |     |     |     |     |     |     |
| 5    | Oscar Alfredo Gálvez  | Maserati | 2      | 2   |     |    |     |     |     |     |     |     |     |

## À noter
- 9e victoire en championnat du monde pour Alberto Ascari.
- 7e victoire consécutive en championnat du monde pour Alberto Ascari.
- 11e victoire en championnat du monde pour Ferrari en tant que constructeur.
- 11e victoire en championnat du monde pour Ferrari en tant que motoriste.
- Voiture copilotée : n°28: Maurice Trintignant (50 tours) et Harry Schell (41 tours).